# 페라리 월드

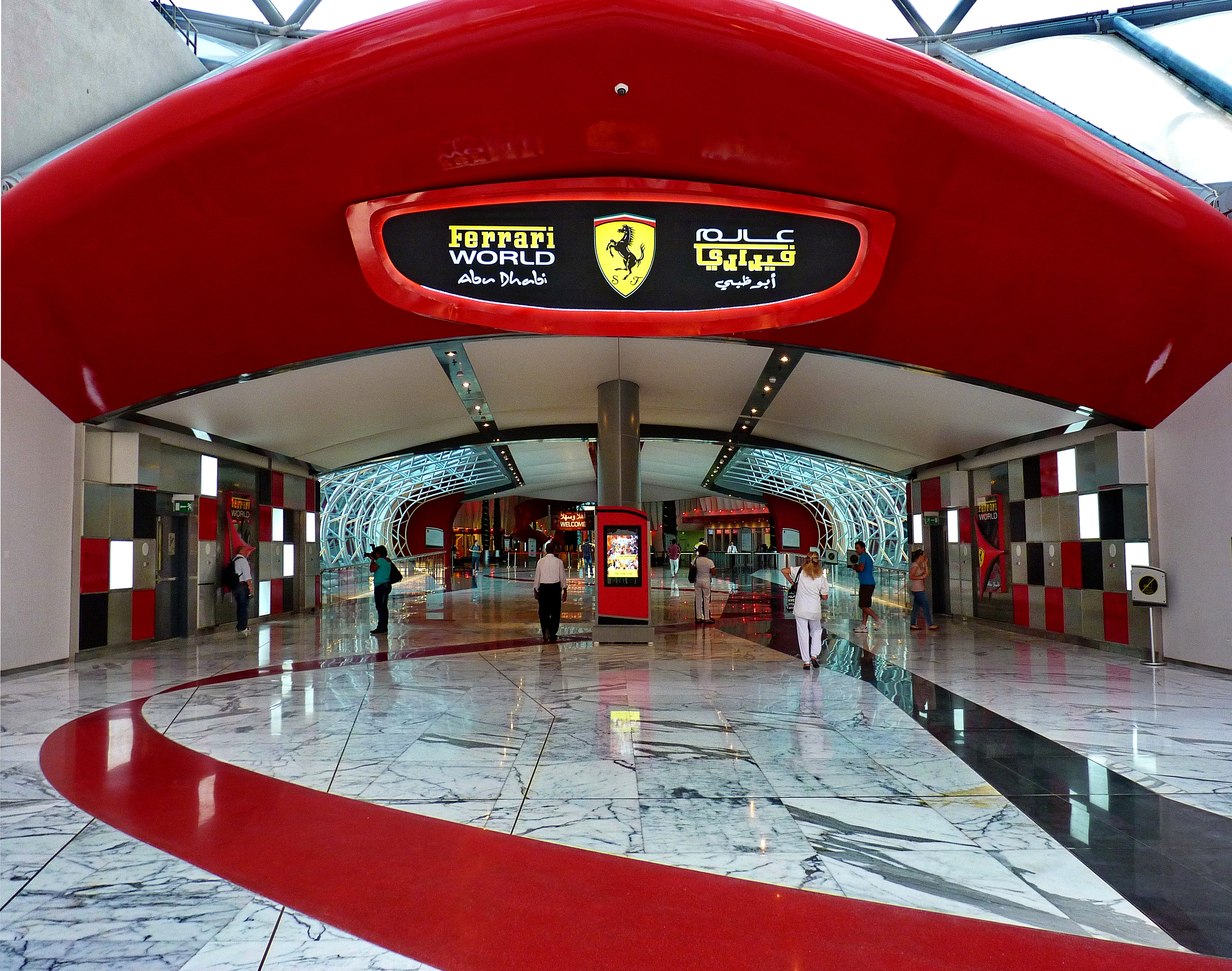

페라리 월드 아부다비(영어: Ferrari World Abu Dhabi, 아랍어: عالم فيراري)는 아랍에미리트 아부다비 야스섬에 위치한 페라리 관련 실내 테마파크이다.

## 개요
야스섬의 베이사이드 리조트 종합 개발 사업의 일환으로 조성이 진행되어 2010년 11월 4일에 오픈했다. 부지는 아부다비 그랑프리가 열리는 야스 마리나 서킷의 제7 코너 (헤어핀 코너) 관람석 맞은 편에 있다. 삼각형의 붉은 지붕은 페라리 GT 카의 보디 측면에서 볼 수 있는 전통적인 이중 곡선을 모티브로 하고 있으며, 최고 높이는 49 미터이다.

## 무산
페라리 월드 코리아 (파주에서 건설될 예정이었지만 건설이 무산되었다.)